# 哈卡洛 (夏威夷州)
哈卡洛（英語：Hakalau）是位於美國夏威夷州夏威夷縣的一個非建制地區。該地的面積和人口皆未知。

## 地理
哈卡洛的座標為19°53′49″N 155°07′35″W / 19.89694°N 155.12639°W，而該地的平均海拔高度為46米（即151英尺）。